# Tibouchina debilis
Tibouchina debilis är en tvåhjärtbladig växtart som först beskrevs av Adelbert von Chamisso, och fick sitt nu gällande namn av Célestin Alfred Cogniaux. Tibouchina debilis ingår i släktet Tibouchina och familjen Melastomataceae. Inga underarter finns listade i Catalogue of Life.